# Grand-Verly
Grand-Verly es una comuna francesa situada en el departamento de Aisne, de la región de Alta Francia.

## Geografía
Está ubicada en el norte del departamento, a 26 km al noroeste de Vervins.

## Demografía
| 202 | 187 | 125 | 131 | 136 | 137 | 147 | 140 |
| Para los censos de 1962 a 1999 la población legal corresponde a la población sin duplicidades (Fuente: INSEE [Consultar]) |     |     |     |     |     |     |     |